# Сельское хозяйство Мьянмы

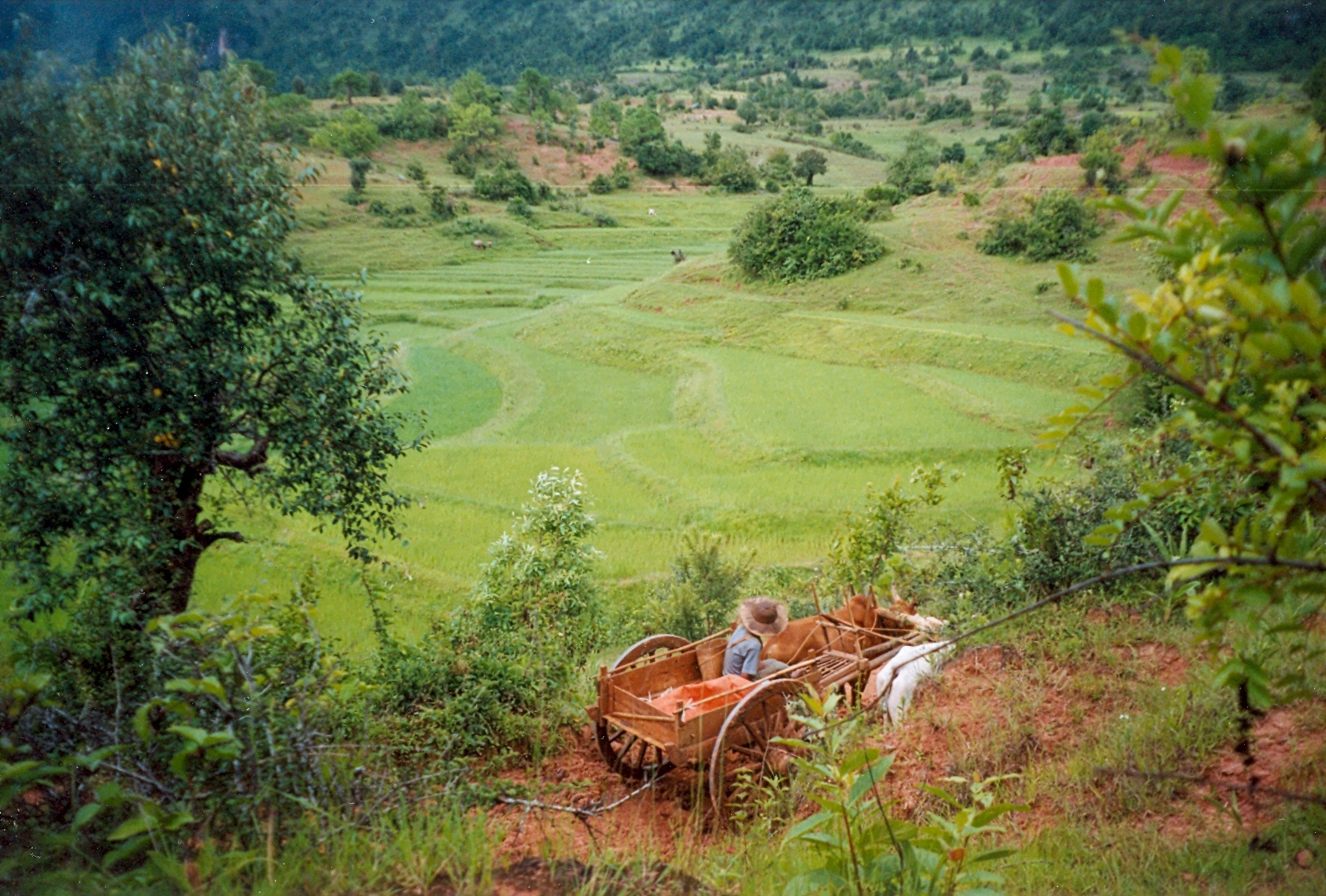
Сельскохозяйственные угодья в Мьянме

Сельское хозяйство в Мьянме (также известной, как Бирма) является основной отраслью экономики страны, на которую приходится 60 процентов ВВП и в которой занято около 65 процентов рабочей силы. Бирма когда-то была крупнейшим экспортером риса в Азии, и рис остается самым важным сельскохозяйственным товаром страны..
Другие основные культуры включают бобовые, бобы, кунжут, бамбарский земляной орех, сахарный тростник, лесоматериалы и рыбу. Кроме того, домашний скот выращивается как источник пищи и рабочей силы.

## Сельскохозяйственные продукты

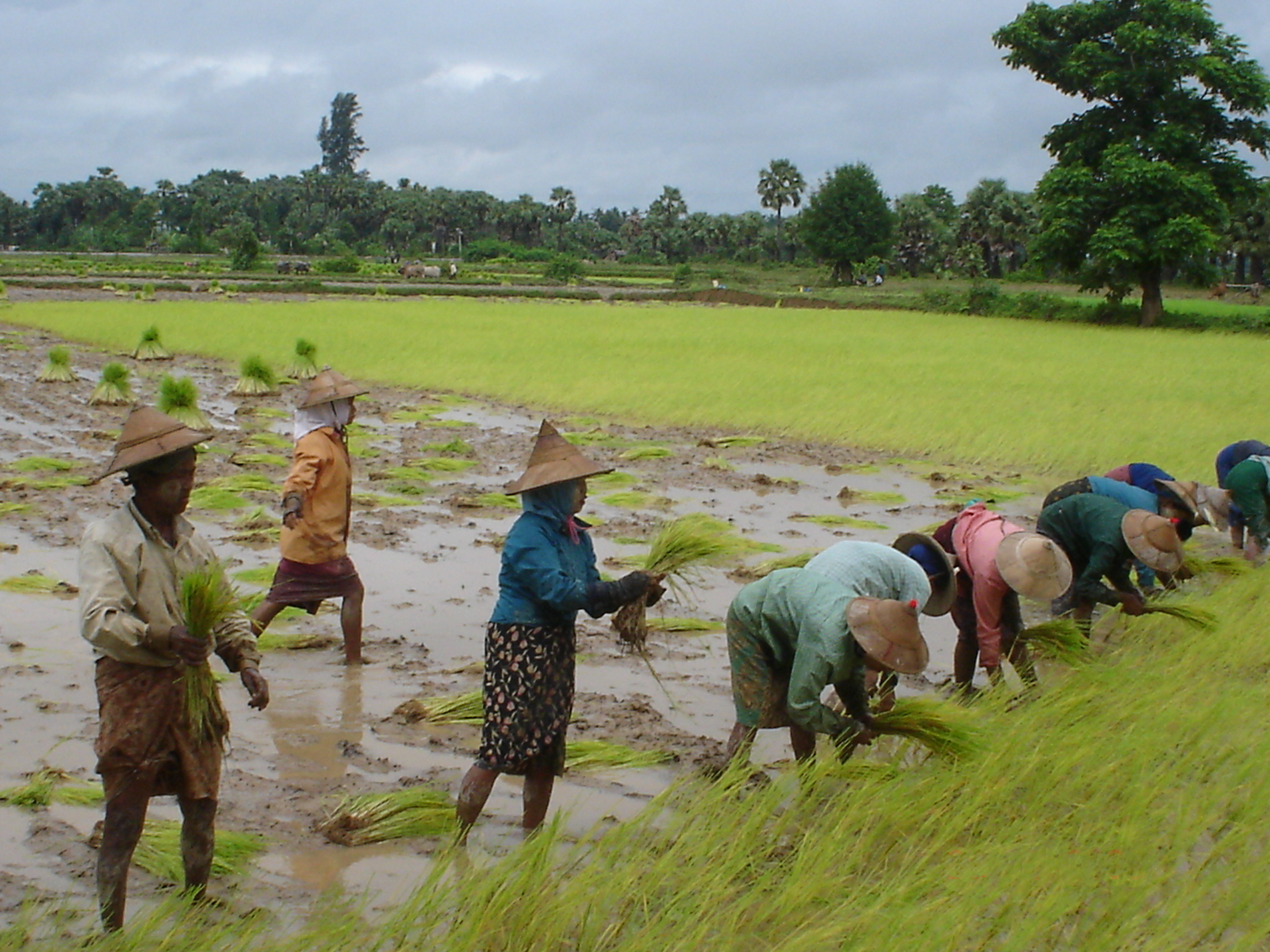
Посадка риса в Бирме, 2006

### Культуры
- Бамбарский земляной орех[3]
- Бобовые культуры[3]
- Горох[2]
- Кукуруза[2]
- Кунжут[3]
- Лесоматериалы — см. Лесное хозяйство (ниже)
- Лук[2]
- Пряности — кориандр, имбирь, куркума, красный перец[2]
- Рамтила[2]
- Рис[3]
- Сахарный тростник[3]

#### Методы

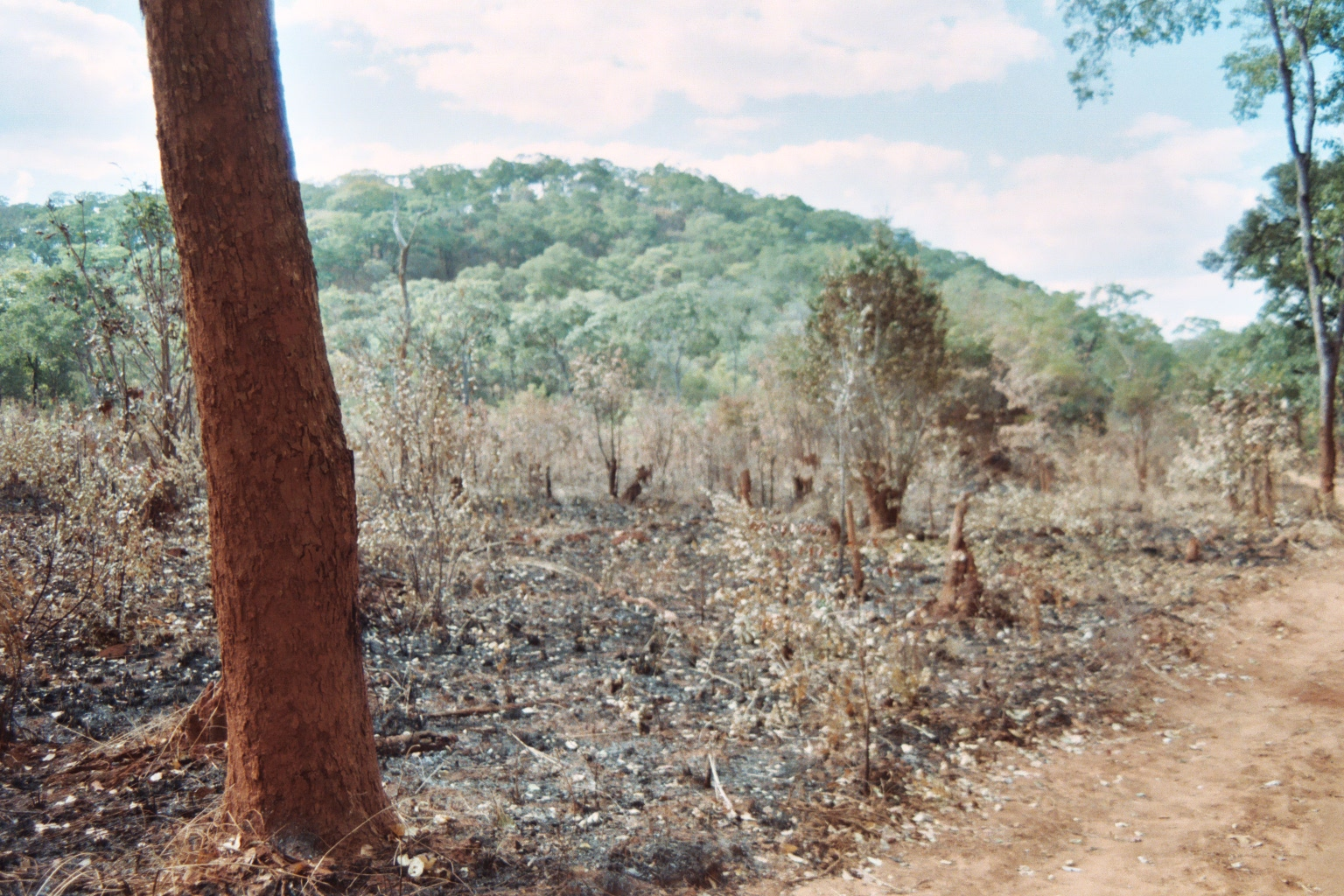
Пример методов подсечно-огневого земледелия, используемых здесь в Северо-Западной Замбии

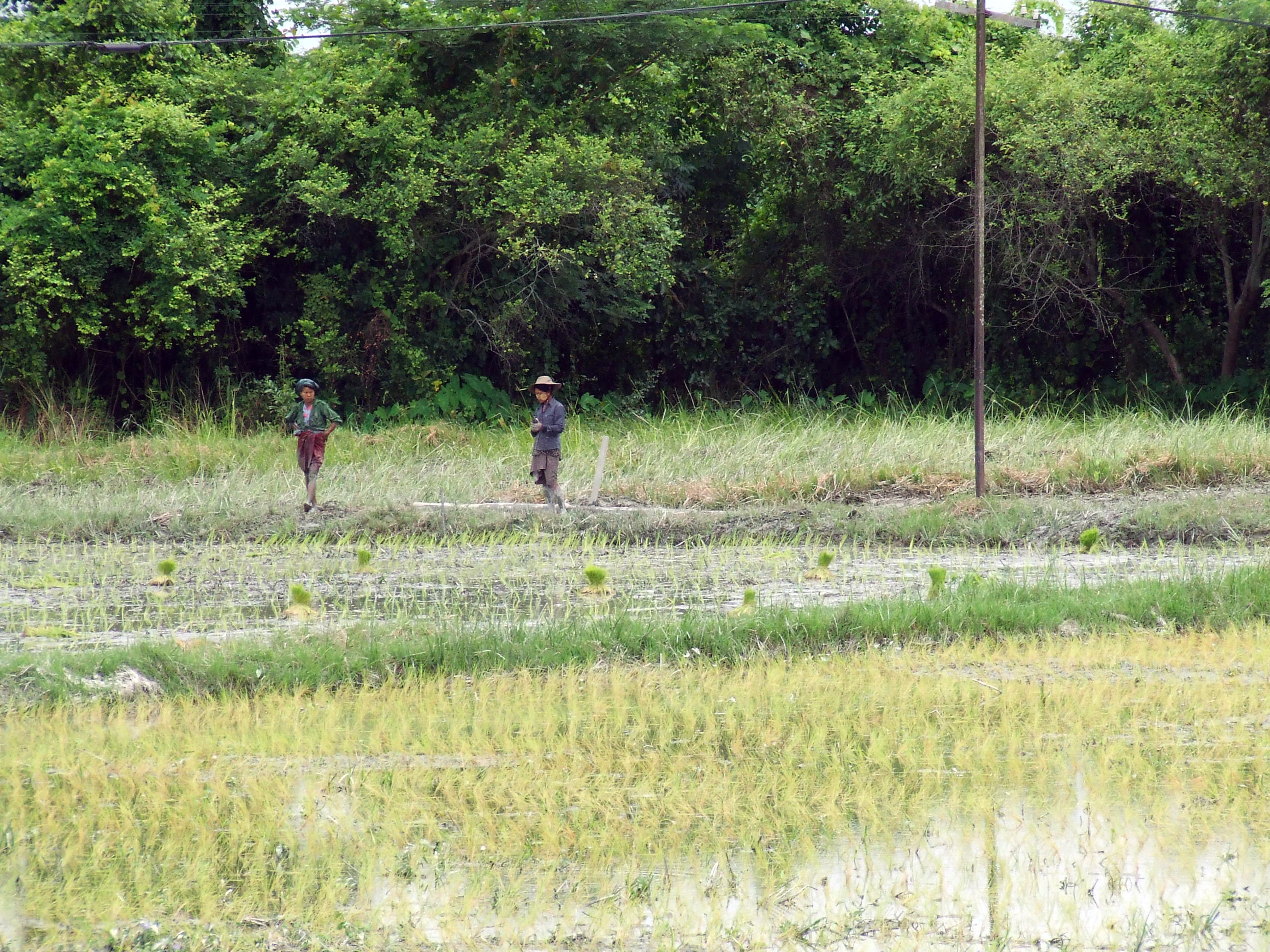
Рисовые поля в штате Чин, Бирма

Исторически и в настоящее время основным методом обработки пахотных земель является подсечно-огневой метод (также известный как «сменная обработка почвы» или «вспахивание»). Это включает в себя поджигание участков первичного или вторичного леса для создания полей, на которых можно выращивать сельскохозяйственные культуры. После того, как эти поля используются в течение некоторого времени и питательные вещества в почве израсходуются, землю забрасывают и позволяют свободно зарастать. Рост растительности начинается в течение одного-трех лет после того, как землю забрасывают, и в течение 10-20 лет она снова может содержать прижившийся вторичный лес.
Иногда эта пахотная земля превращается в рисовые поля, что является распространенным сельскохозяйственным методом в Южной и Восточной Азии. В Бирме рисовые поля лишь изредка затопляются реками, в то время как большую часть времени фермеры полагаются на сезон муссонов для получения необходимой воды. Рисовые поля имеют «непроницаемый грунт», поверх которой находится насыщенный слой грязи и, наконец, около 4-6 дюймов воды.

### Домашний скот
Фермеры в Бирме выращивают домашний скот как для пищи, так и в качестве рабочей силы. Сюда входят крупный рогатый скот, водяных буйволов, коз, овец, волов, кур и свиней. Волы и водяные буйволы используются в качестве тягловых животных по всей стране, в то время как большая часть крупного рогатого скота выращивается в более засушливых северных регионах. Козы содержатся фермерами на пастбищах для получения молока.
Фермеры Бирмы пострадали от вспышки птичьего гриппа H5N1 в Азии. Первоначально пострадали районы Мандалай и Сикайн в Бирме, в результате чего было уничтожено несколько тысяч кур, перепелов и их яиц. Однако с 2006 года руководство животноводства страны объявило о плане финансирования восстановления поголовья птиц и кормов для пострадавших птицефабрик.

### Рыболовство
Рыболовство составляет значительную часть производства продовольствия в Бирме. Рыболовство происходит как в соленой, так и в пресной воде, и, по оценкам, в бирманских пресных водах обитает до 300 видов рыб. Из них есть несколько эндемичных видов, в том числе Indostromus paradoxus из озера Indawgyi в Северной Бирме. Кроме того, сушёная и солёная рыба является неотъемлемой частью национальной кухни и основным источником белка в рационе бирманцев.
В Бирме существует несколько видов рыбного промысла, включая прибрежный промысел, а также морской или глубоководный промысел. Большая часть этой рыбы добывается коммерческими способами, включая использование траловых сетей, кошельковых сетей, дрифтерных сетей и жаберных сетей. Меньшинство по-прежнему использует традиционные методы, такие как крючок и леска, сетчатый мешок, подсак и ловушки. В 2003 году на траление приходилось 40 % выловленной рыбы.
В 1980-х годах правительство Бирмы стремилось поощрять глубоководный промысел, и с тех пор ежегодный улов постоянно увеличивается. В 1989 году тайским компаниям было разрешено ловить рыбу в прибрежных водах Бирмы с помощью траулеров.

### Лесное хозяйство
Хотя соседи Бирмы, такие как Индия, Китай и Таиланд, истощили большую часть своих лесов, и, несмотря на подсечно-огневые методы, Бирма по-прежнему считается относительно богатой лесами и ресурсами, которые они предоставляют. Некоторые считают, что это «последний рубеж биоразнообразия в Азии». В Бирме выращивают, собирают и экспортируют тик, акацию, бамбук и железное дерево. Страна является ведущим поставщиком тика на международном рынке, а также крупным поставщиком бамбука.

## Экономическое значение
Сельское хозяйство и переработка сельскохозяйственной продукции обеспечивают большую часть занятости и дохода в Бирме, производя около 60 % национального ВВП и обеспечивая занятость 65 % населения. Хотя Бирма производит более чем достаточно продовольствия, чтобы прокормить все свое население, многие все еще голодают из-за отсутствия покупательной способности.
По состоянию на 2007 год основными странами-экспортерами Бирмы были Таиланд (44 %), Индия (14,5 %), Китай (7 %) и Япония (6 %). К 2010 году Китай стал ключевым экспортным партнером, получая 97 % производимой в Бирме кукурузы и 9 % фасоли и бобовых. Эти цифры появились в результате роста китайского спроса и все более здоровых торговых отношений.
С 2001 года общий объём экспорта сельскохозяйственной продукции снизился: в 2001—2002 годах Бирма экспортировала 939 000 тонн риса и 1 035 000 тонн бобовых, тогда как в 2010—2011 годах было экспортировано 536 000 тонн риса и 920 000 тонн бобовых. Это может быть результатом увеличения спроса на эти продукты внутри страны, а не реакцией на сокращение производства. Снижение акцента на экспорт сельскохозяйственных товаров может отражать реакцию на колебания стоимости бирманского кьята по отношению к валютам других стран. Вместо этого внимание было направлено на создание «не торговых услуг», таких как строительство, или на производство товаров с высоким «соотношением цены и стоимости», таких как драгоценные камни, нефрит и природный газ.

## Воздействие на окружающую среду
В настоящее время ведутся дебаты по поводу воздействия на окружающую среду различных методов ведения сельского хозяйства, используемых в Бирме. Некоторые методы подсечно-огневого земледелия приписывают «уничтожению лесов страны, вызывая эрозию почвы и истощение плодородия», считая это безрассудным обезлесением. Недавно бирманское правительство усилило свои попытки регулирования методов ведения сельского хозяйства, в том числе запретив метод подсечно-огневого земледелия в некоторых деревнях.
Однако некоторые считают, что принуждение к переходу от подсечно-огневых методов к более коммерческим методам «постоянного» сельского хозяйства будет еще хуже для окружающей среды. Они утверждают, что подсечно-огневой метод завершает часть цикла лесонасаждений, когда после обработки земли разрешается расти новому вторичному лесу. Таким образом, выделение участка полностью под определенную культуру нарушает эту закономерность и через некоторое время делает землю совершенно непригодной для использования.
Поскольку фермеры в Бирме полагаются на сезон муссонов в качестве основного источника воды, они подвержены влиянию недавних колебаний погодных условий. Например, на урожай бирманского риса негативно повлияло рекордное количество осадков во время продолжительного сезона дождей 2011 года, что привело к прогнозируемому падению производства на 10 процентов.